# Illorai
Illorai é uma comuna italiana da região da Sardenha, província de Sassari, com cerca de 1.121 habitantes. Estende-se por uma área de 56 km², tendo uma densidade populacional de 20 hab/km². Faz fronteira com Bolotana (NU), Bonorva, Bottidda, Burgos, Esporlatu, Orani (NU), Orotelli (NU).

## Demografia
| Variação demográfica do município entre 1861 e 2011                               |
|                                                                                   |
| Fonte: Istituto Nazionale di Statistica (ISTAT) - Elaboração gráfica da Wikipedia |